# グレート・ゲーム

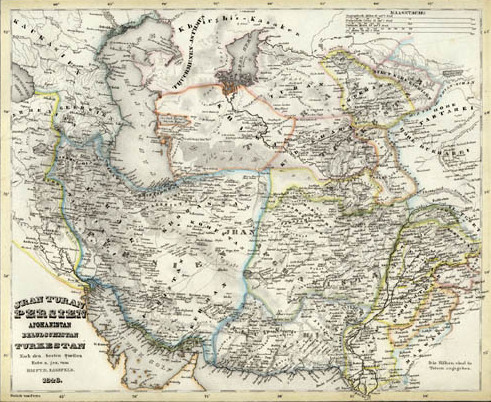
1848年頃の中央アジア

グレート・ゲーム（英: The Great Game）とは、中央アジアの覇権を巡るイギリス帝国とロシア帝国の敵対関係・戦略的抗争を指す、中央アジアをめぐる情報戦をチェスになぞらえてつけられた名称。イギリス東インド会社の一員であったアーサー・コノリーが1840年にヘンリー・ローリンソン少佐にあてた手紙の中ではじめて命名したといわれる。後に『ジャングル・ブック』で知られるイギリスの作家ラドヤード・キップリングの小説『少年キム』（1901年）により広く使われるようになり、なかば歴史用語として定着した。

## 概要

### 定義
「グレート・ゲーム」は、19世紀から20世紀にかけての、英露両国による、主としてアフガニスタン争奪抗争から生まれた言葉で、一進一退の経緯を辿った両者の攻防をチェス盤上のゲームに見立てたものである。

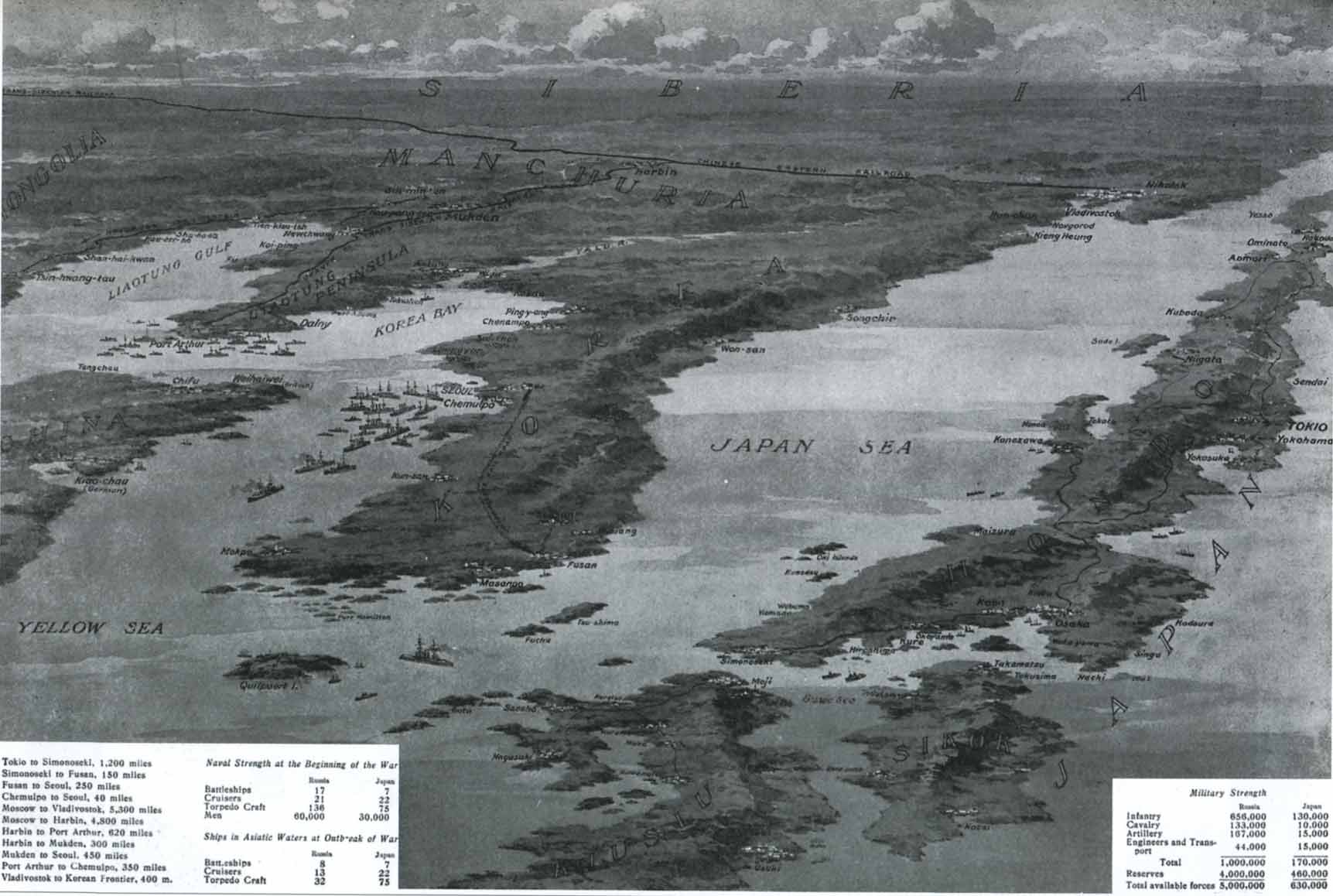
日露戦争開戦時の戦力比較

実際の英露抗争は、ユーラシア大陸国際政治史の別方面、極東においてより激しく争われた。中央アジアにおける英露抗争に連関する極東国際政治史には、大英帝国・ロシア帝国（のちにソビエト連邦）に加えて日本・アメリカ合衆国・中国や多数の周辺諸国がプレーヤーとして参加しており、途中からは米ソ両超大国の争いへ継承され、現代においても多数のプレーヤーが参加するという経緯を辿った。極東方面での諸国間の抗争はグレート・ゲームの盛衰と切り離せなかった。
このゲームは、世界の一体化が進行するなか、帝国主義時代の空白域となっていた中央アジアに対し、先鞭をつけて緩衝国化することが英露双方の重大な関心事となったことで始まり、その舞台はコーカサスからチベットにおよぶ広大な地域におよんだ。一般的には、1800年代初頭に始まり、1907年の英露協商協定をもって終結したとされる。

### 第1期
第1期のグレート・ゲームは、一般にほぼ1813年から1907年の英露協商までの期間を指し、狭義には、グレート・ゲームとは専らこの時期の英露によるアフガニスタンを巡る抗争を指す。この時期の英露抗争は中央アジアからインド洋を目指すロシアの南下政策と、インドの征服事業を進めた英国との間で争奪ポイントとなったアフガニスタンにおいて争われた。
同時に、香港・上海に拠点を得て海上から清朝を侵食した英国と、シベリアに鉄道を敷設して満洲から清朝を侵食し始めたロシアとの競争が、中国・朝鮮・日本といった現地の各勢力を巻き込んで争われた極東において進行していた。
3番目の抗争地点として、チベットが浮上する可能性があった。中央アジア・新疆（東トルキスタン）・モンゴル経由でチベットを目指したロシアと、ネパールを駒としてチベットに侵攻したイギリスの間で抗争が発生する気配があったが、チベット自体の利用価値が低く英国はそれ以上の関与を放棄し、英露協商においてチベットへの清朝の宗主権を英露が尊重することで抗争は終結した。その後、1913年にロシア勢力下で中国(中華民国)からの独立を目指したモンゴルとチベットの間でチベット・モンゴル相互承認条約(蒙蔵条約)が締結された。
第1期の抗争が頂点に達したのは日露戦争当時であり、この戦争はロシアの国内体制を動揺させてロシア第一革命を惹起し、双方は英露協商によってゲームを一時中断した。

### 第2期
第2期のグレート・ゲームは、1917年の2番目のロシア革命から第二次世界大戦の勃発による英露（英ソ）協調までであるが、ユーラシア大陸国際政治史から見ると、1917年のロシア革命から1970年代半ばのベトナム戦争終結までの長い期間が背景として視野に捉えるべき期間である。二度の世界大戦を挟んで凋落を経験した英国がプレーヤーを降り、代わって超大国の地位に登りつめた米国がその座を占めた。ロシア帝国はソ連へと変貌し、中央アジアではそれほど激しい抗争が発生しない時期が続いたが、極東においては英国の地位簒奪を狙う米国が介入し、また当初は英国の用意した駒に過ぎなかった日本が主要プレーヤーにのし上がった。

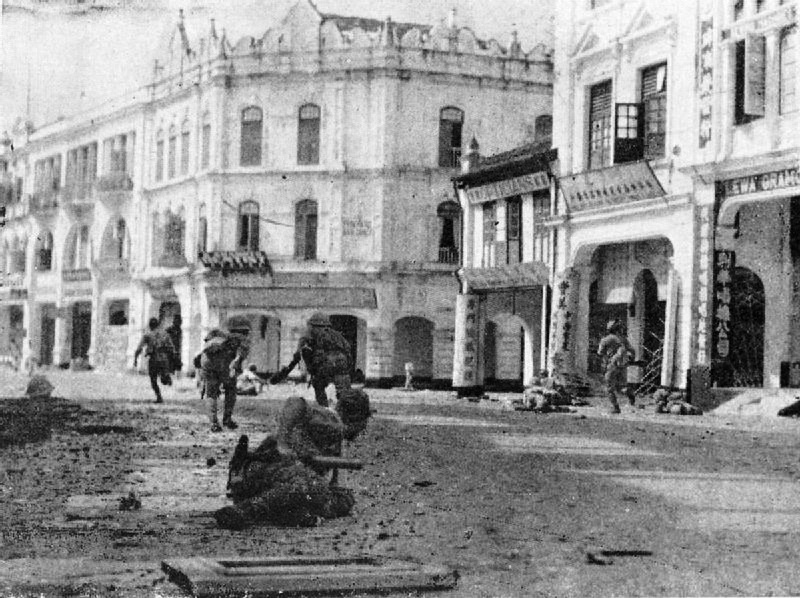
クアラルンプールに突入する日本軍

ゲームの駒からプレーヤーになった日本にとって、英国の衰退が決定的となる1930年代まで、ユーラシア大陸における英露対立は外交政策策定における大前提だった。しかし、その思考を固定化してしまったために、ソ連の出現と米国の台頭により複雑になってゆく状況に適合できないまま、東南アジアの英領植民地奪取によって、英国がゲームを続けられなくなるきっかけを作ってしまった。日本自らも、英国に替わってゲームに参加した米国によって、最終的にはプレイヤーとしては“出場停止”処分となる。
また、この時期は帝国主義という商法が終焉を迎えた時期、および米ソ超大国の抗争の時期と重なり、中国・朝鮮・東南アジア・南アジアで激戦が続いた。

### 第3期・第4期
第3期・第4期は、グレート・ゲームに言及する評論家から新グレート・ゲームと呼ばれていた時期があった。特に一部の大衆メディアはアフガニスタンの多国籍軍とターリバーンとの戦いを、グレート・ゲームの継承と主張している。

## グレートゲーム

### 第1期

#### アフガン

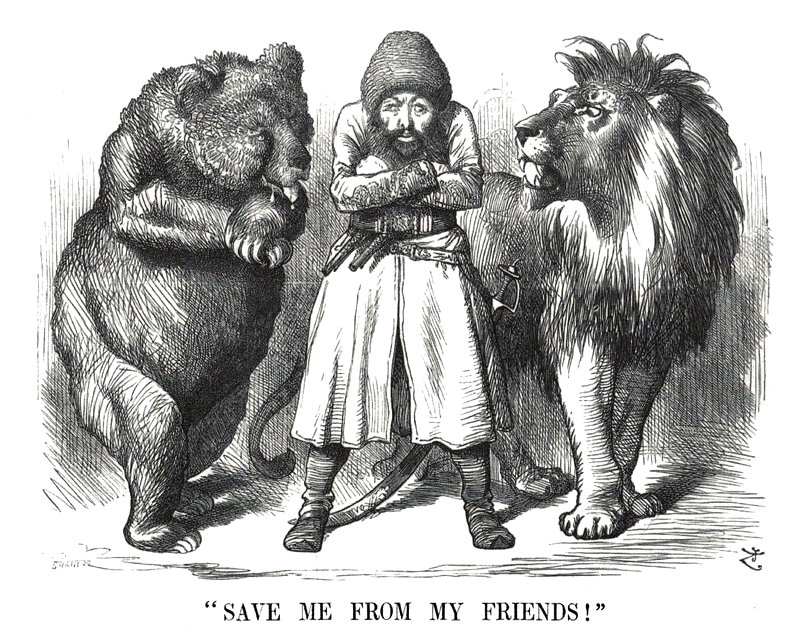
当時のアフガン情勢描いた風刺漫画（1878年）
_{アフガンのシール・アリー王を、その「お友達」である熊（ロシア）とライオン（イギリス）が虎視眈々と狙っている。}

19世紀初めにイギリス領インド帝国と、ロシア帝国の外延部を隔てる境界線が2000マイルにわたって引かれていた。その多くは地図上に引かれたものではなかった。ブハラ、ヒヴァ、メルブ遺跡、タシュケントという都市は、事実上外部からはどちらのものか分からなかった。ロシア帝国の拡張は、インド亜大陸を占領し優勢を誇るイギリスと衝突する脅威になったので、中央アジア全体で両大帝国は探検、情報活動、帝国主義的外交の微妙なゲームを行った。紛争は常に脅威となったが、両国が直接戦争を行うことにならなかった。この活動の中心はアフガニスタンにあった。
イギリスは、ロシアの拡張が大英帝国の「王冠の宝石」と呼ばれていたイギリス領インド帝国を破壊する脅威になると恐れていた。ツァーリの軍が、あるハーンの領地を侵略し始めたので、イギリスはアフガニスタンがロシアのインド侵攻の拠点になることを恐れた。1838年にイギリスは第一次アングロ・アフガニスタン戦争を始め、シュジャー・シャーの下で傀儡政権を打ち立てようとした。しかし、その統治期間は短命に終わり、英軍の支援が無ければ続かなかった。1842年までに暴徒がカーブルの通りでイギリス人を襲撃していて、イギリスの駐屯部隊は、通行の安全を保証されてカーブルからの撤退に同意した。イギリスには不幸なことに、この保証は反故にされた。撤退するイギリス軍の縦隊は、約4500人の軍人と女性や子供を含めて12000人がいた。非情な攻撃の連続で、数十人を除いて全員が、インドへの撤退中に殺害された。
イギリスはカーブルからの屈辱的な撤退の後、アフガニスタンへの野心を抑えていた。1857年のインド大反乱の後、イギリスの政権はいずれもアフガニスタンを緩衝国と見なしていた。しかし、ロシアは1865年までにアフガニスタンに向けて着実に南進を続け、タシュケントが正式に併合された。サマルカンドは3年後にロシア帝国領になり、ブハラの独立は、事実上同年の平和条約で失われた。ロシアの支配は、今やアムダリヤ川の北岸まで拡大していた。
ロシアが1878年にカーブルに在外公館を置いたことで再び緊張が高まった。イギリスはアフガニスタンを統治するシール・アリーが、イギリスの在外公館を受け入れるよう要求した。公館は設置できず、その報復として4万の軍が国境に送られ、第二次アングロ・アフガニスタン戦争が始まった。この第二次戦争はイギリスにとってほとんど第一次の戦争と同じく悲惨なものであった。シール・アリーの打倒には成功したものの、各地で部族の反乱が相次ぎ、損害が拡大した。
イギリスは1879年、王への即位の条件としてムハンマド・ヤアクーブにガンダマク条約を結ばせ、アフガニスタンを保護国化した。次いで即位したアブドゥッラフマーン・ハーンにもこれを認めさせると、イギリスは1881年までにカーブルから撤退した。ハーンは自分の地位を強化する一方でイギリスにアフガニスタンの外交政策を維持させることを了承した。何とか非情な手法で国内の暴徒を鎮圧し、中央集権に移行させることができた。
1884年、ロシアのアムダリヤ川北部、メルブ遺跡のオアシスへの侵攻に起因して、新たな危機が生じた。ロシアは全部嘗ての支配者の領域だと主張し、Panjdehのオアシスを巡ってアフガニスタンと戦った（パンジェ紛争）。両強国の戦争の瀬戸際でイギリスはロシアが領有することを受け入れることを決定した。アフガニスタンの頭越しに英露国境画定委員会は双方が譲歩して更に領域を手に入れることは放棄したが、Panjdehの問題は残った。アフガニスタンは広大な領域特にPanjdeh周辺を失ってアムダリヤ川を北の国境線とする合意が形成された。

#### 極東

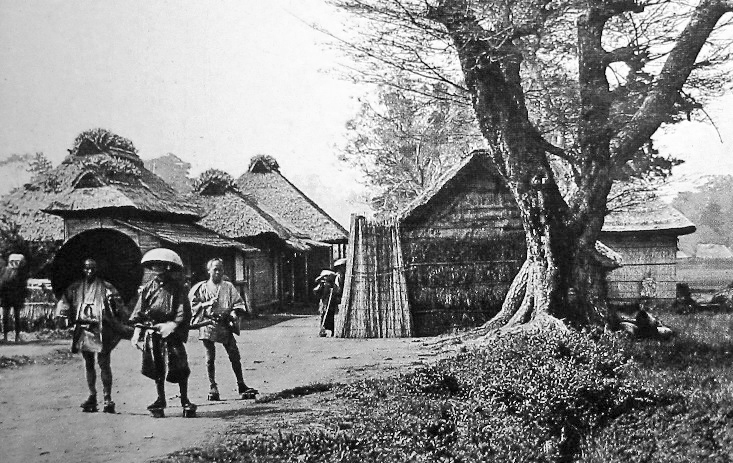
事件当時の生麦村

一方、極東ではイギリスの撒いた種が着実に成長していた。
かつてイギリス東インド会社を通商から締め出し、ライバルのオランダ東インド会社に欧州との交易を独占させた徳川幕府が支配するこの国を、イギリスを出し抜いた米国が開国させた頃、イギリスも遅ればせながら関係を持つことになった。
きっかけは大名行列を横切ったイギリス人達が殺傷された生麦事件だった。その報復のために差し向けた。（薩英戦争）イギリスは鹿児島城下を炎上させたが、イギリス側の艦隊も、油断のせいで旗艦が被弾するという被害を受けた。
これ以降、フランスに傾斜する幕府にかわる友好勢力としてイギリスは薩摩藩に新鋭兵器を提供し、徳川幕府を転覆させることに成功する。この関係は薩摩藩とその友藩が日本の支配権を確立すると一層深まり、イギリスは極東の日本に近代海軍を建設する大事業に関与して行く。

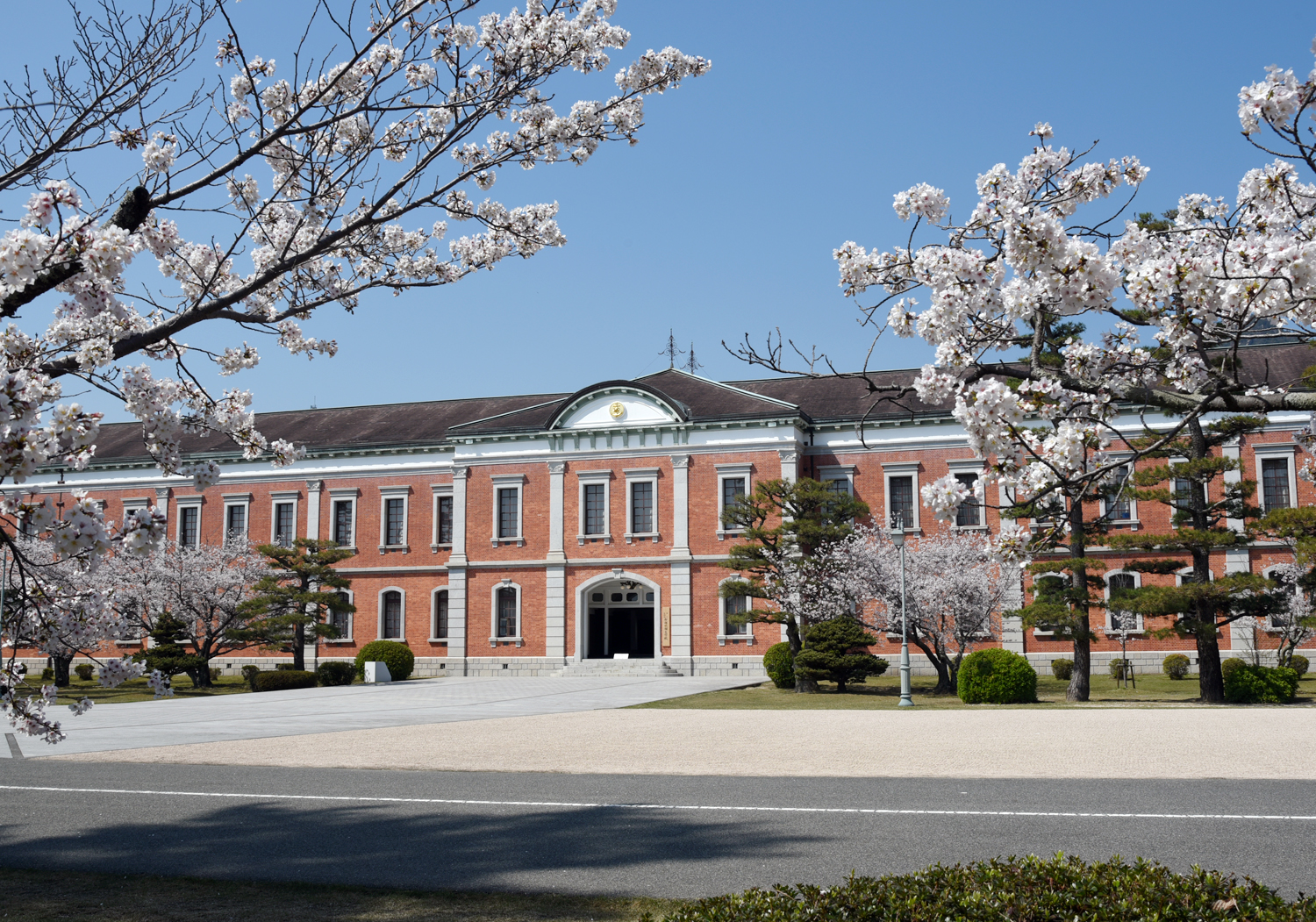
日本海軍兵学校生徒館

イギリスは植民地で幾多の現地人による軍隊を組織し、その征服事業の手足として用いてきたが、装備を持ち込んで訓練を与えれば、それなりの形になった軍隊が出来上がる。また日本人も自力で近代軍を作り出すことに成功した。しかし海軍、それもロシアの有する海軍（イギリスの基準からすれば“沿岸警備隊”程度だったとはいえ）と拮抗できるだけの海軍を、日本に自力で保有させるには、近代的な鉱工業と造船技術に加え、最低でも数十年の外洋での経験が必要だと思われた。
イギリスの目的は、1880年頃に計画され始めたシベリア鉄道が完成を迎える20世紀までに、この鉄道が軍事的空白地帯である満洲と朝鮮に流し込むであろう大量の兵士と軍需物資を、日本が撃退できるだけの戦力を準備させることにあった。

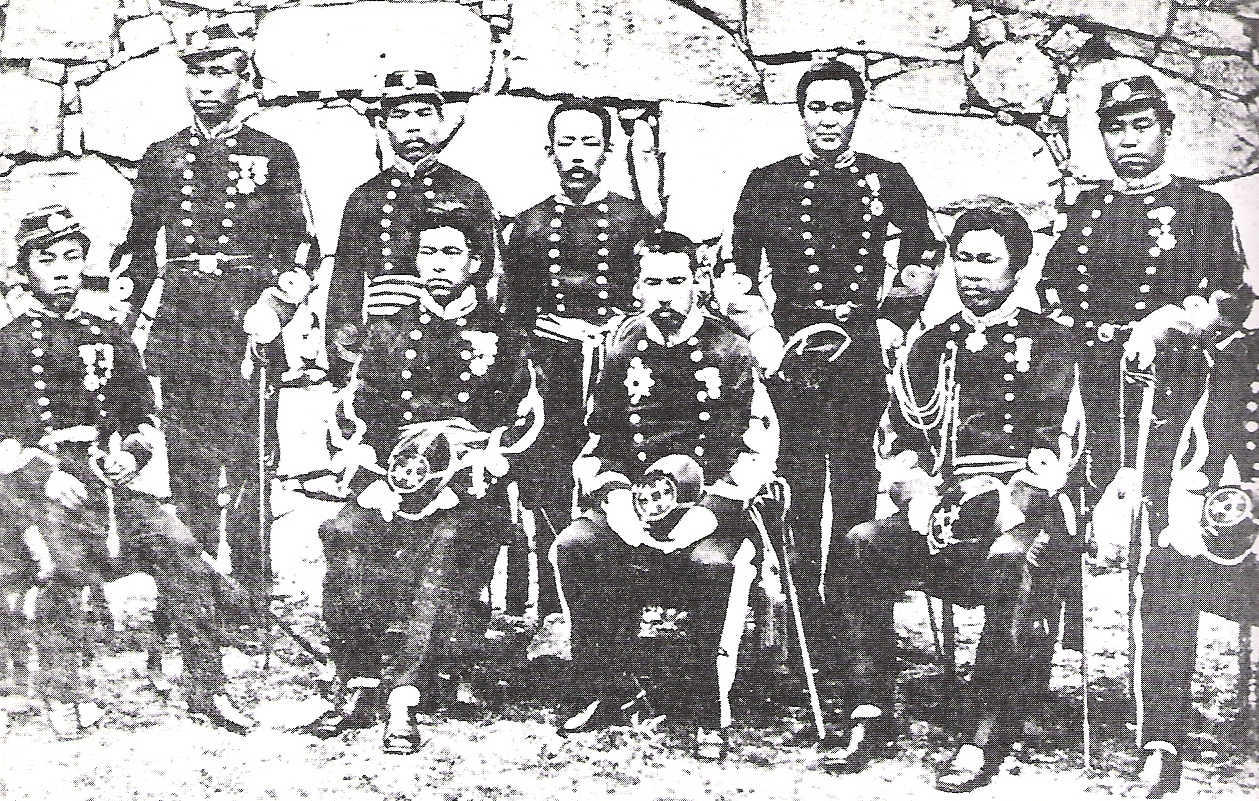
草創期の日本陸軍将校

日本の新しい政府を構成した武士達は、もともとが攘夷論を信奉していたが、その目的を達成するために世界でも例を見ない急速な欧化政策にアジアで唯一成功した。
イギリスが彼らに協力することで、その方向をロシアとの対決に誘導するのは簡単なことだった。なによりロシアから見れば、日本の近代的軍備はロシアとの一戦のために準備されているようにしか見えないのだから、ロシアの取り得る選択肢は日本を懐柔するか、まだ貧弱な軍備しか持たないうちに叩くか、そのどちらかしかない。
イギリスにとって幸いだったのは、日本人が欧州諸国から最良の相手を選んで学ぶ賢明さを有していたことで、1865年に幕府がロシアに派遣した留学生は公式に失敗だったと見なされるなど、多くの点で欧州の中で後進的地位にあったロシアから日本人が積極的になにかを学びたいと望むことはなく、ロシアが日本に与えられる餌は何もなかった。

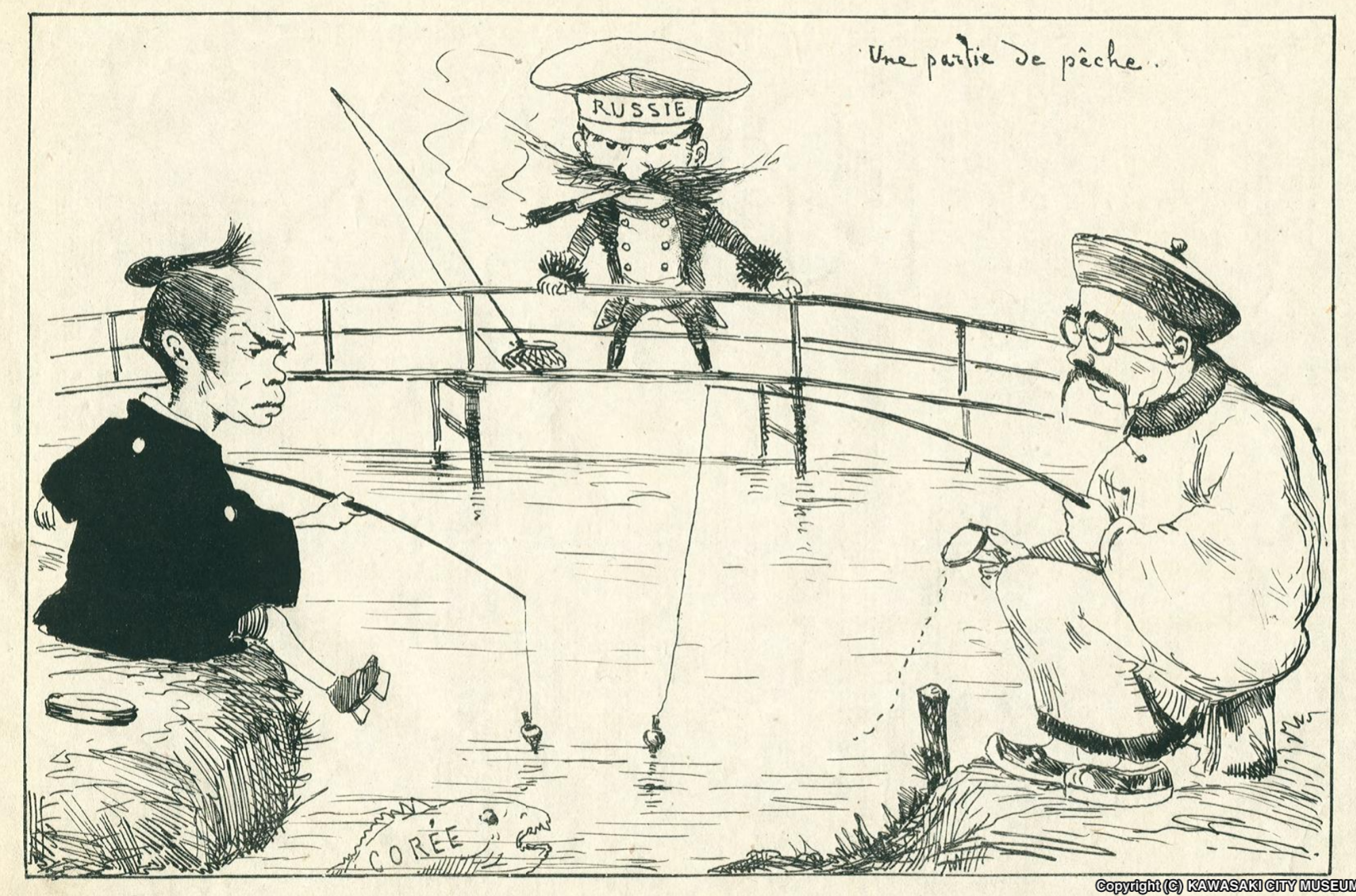
ビゴーの風刺画: 1887年: 朝鮮という魚を釣ろうと競う日本と清国、漁夫の利を得ようと様子見のロシア

日本が最初に行った軍事的冒険は、朝鮮の宗主権を巡っての清朝最強の軍である北洋軍・北洋艦隊への挑戦だった。既に日本陸軍は台湾・朝鮮に小規模な出兵を繰り返しており、イギリスが育成した日本海軍は北洋艦隊を首尾よく黄海に葬って見せ、戦費に相当する賠償金と台湾島を清国からせしめた。この戦争でイギリスが日本に対して行った支援は、治外法権を撤廃した日英通商航海条約の締結だけだった。
かくして英露間のゲームに、曲がりなりにも独立国である清国と、日本・清国・ロシアいずれかの属領と認識されていた満洲・朝鮮を巡る、新興国家である日本の生死をかけた戦い、という新しい盤面とプレーヤーが加わった。

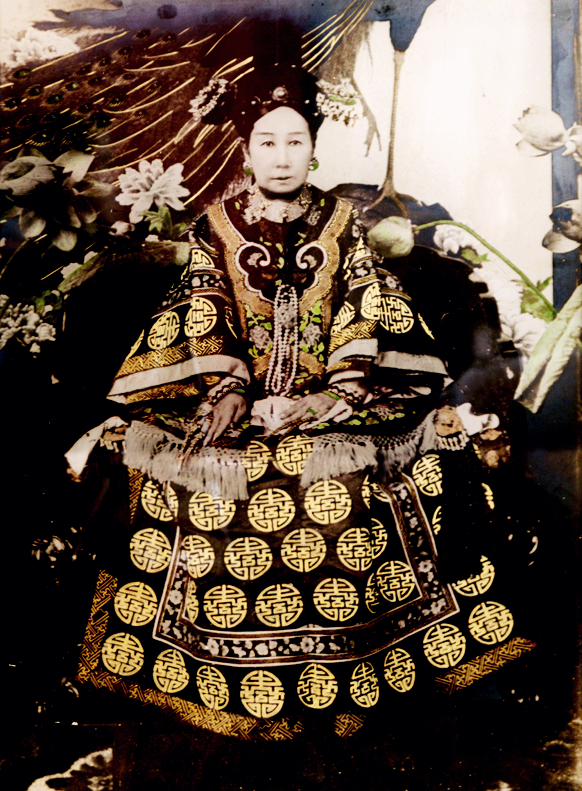
西太后

やがて西太后の強権統治で緩慢な死を迎えつつあった清朝が、断末魔のような義和団の乱で重要な主権の多くを喪失すると、満洲の覇権は義和団の乱で火事場泥棒のように振舞ったロシア軍に握られ、日本が清国から得ていた朝鮮での優位性は風前の灯となった。
ロシアを強気にさせていたのは1901年に開通したシベリア鉄道と露清密約であり、ロシアは日本に対して外交的な無条件降伏を迫っていた。日本がロシアに屈すれば、その次に来るのは長城線を越えたコサック騎兵達が、北京・天津を一蹴し、イギリスが握る上海まで一挙に南下して来る、という展開であろう。熊は獲物を前にしても、動くと決めるまでは慎重だが、動き始めるとその動きは素早く、相当の犠牲を払わなければ止められない。そのことは、ゲームの相手であるイギリスが一番良く理解していた。
ここでイギリスが日本に与えた支援は再び条約だけであった。イギリスも植民地経済が産み出す富の限界にぶつかり、一方で近代戦の質的変化により気軽に手を出した南アフリカでの征服戦争で国庫が傾くほどの支出を強いられるようになった事態に、世界帝国という商法の黄昏を感じ取っていた。実際のところ既にイギリスは、世界規模でのゲーム当事者としては体力の限界を迎えつつあり、その座を虎視眈々と狙っているのが新大陸の灰色熊だった。
日本はイギリスが栄光ある孤立を放棄してまで締結した日英同盟によって、国を挙げての悲願だった“列強”の座を確立した。また旧大陸での“大熊 vs 猿”の戦争を大衆紙の扇情的な報道（イエロー・ジャーナリズム）でエンタテイメントとして楽しんでいたのが米国社会だった。
ロシアにはアジア人全体に対する予断（中央アジアでの経験則）があった。開戦前に日本の軍事力を視察したロシア軍の将官たちは、本国に対して適切な警告を送っていたが、ロシア政府にも軍にも、そのような急速な軍事的発展を遂げる“アジア人”国家の存在が信じられなかった。
一方の日本には、旅順要塞の防御力への予断（日清戦争での成功体験）があった。ロシアは旅順にセヴァストポリ並みの要塞を建設し、他ならぬイギリス人がボーア戦争で陣地防衛用に使用した機関銃と鉄条網を、ロシア人らしい嗅覚で導入していたが、日本軍にはこれを突破できる装備も知識もなかった。

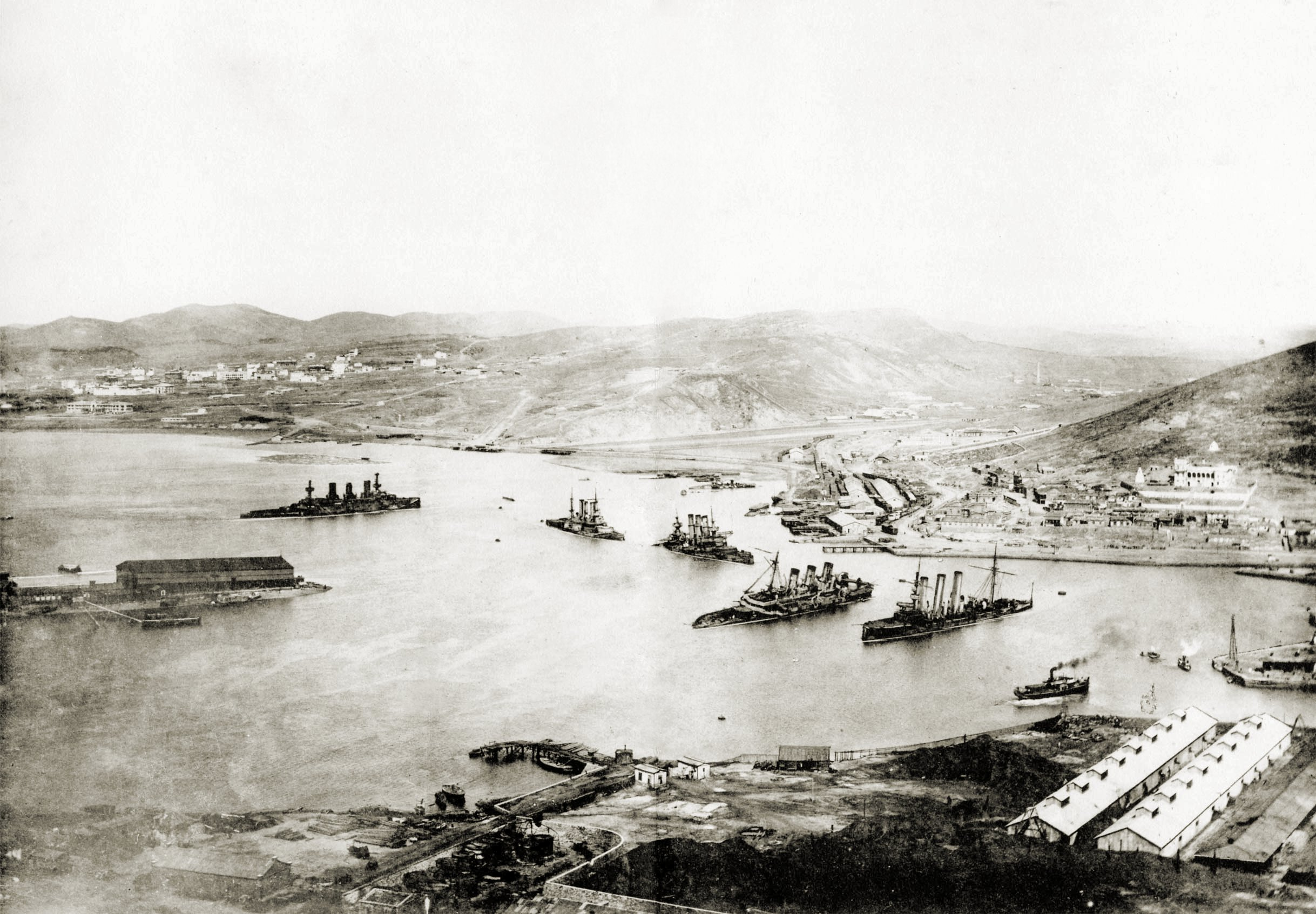
陥落後の旅順港

実際に日露戦争を開戦してみると、予断が小さい方が正確な戦争準備を行っていた。日本は苦戦しつつもロシアの旅順艦隊を封じ込め、更には旅順艦隊の増援に向かっていたバルチック艦隊が日本艦隊の待ち伏せと誤認してイギリスの漁船団を攻撃したドッガーバンク事件を起こし、当のイギリス本国世論の激昂を買い戦争寸前にまで発展した事で、益々日本に与する事となった。英国の提供した情報と、当時スエズ運河をイギリスが支配していた事もあり、艦隊の大半が喜望峰廻りのルートの通航を強いられた事、更にはフランス第三共和政とロシアの間で結ばれていた露仏同盟も、日露戦争開戦2か月後に結ばれた英仏協商によりフランスの参戦が封じられた事による要因も重なり、後の日本海海戦によりバルチック艦隊を迎撃し葬ることに成功した。ロシアには緒戦での敗北を取り返すだけの戦力が残っていたにもかかわらず、1905年1月9日の血の日曜日事件に端を発する革命運動（1905年 - 1907年）の勃発がその投入を困難にした。

#### 終結
ロシアは欧州の国家として初めてアジア人の国家に敗れるという屈辱を味わったが、犠牲は最小限に喰い止められた。しかし、このショックがロシアの対外進出への積極性を失わせた。萎縮したロシアが選択した1907年の英露協商は、ペルシア・アフガニスタン・チベットにおける英露の角逐を終了させ、第1期グレート・ゲームの終焉をもたらした。
ロシアはイギリスがアフガニスタンの体制を変更しないと保証する限り、イギリスが統治することを受け入れた。ロシアはアフガニスタンとの全ての政治関係が、イギリスを通じて構築されることに合意した。イギリスは現行の国境を維持し、アフガニスタンにロシア領域に侵攻させないよう積極的に行動することを受け入れた。
極東におけるロシアの勢力拡張は、すでに日本によって頓挫させられており、その関心はバルカン半島へ向けられていた。イギリスにとって危険な敵は、欧州においてイギリスと軍拡競争を続け、オスマン帝国と結んで中東への進出を図るドイツ帝国であり、ロシア・フランスとの協調には、より多くの利益が見出されていた。

### 第2期

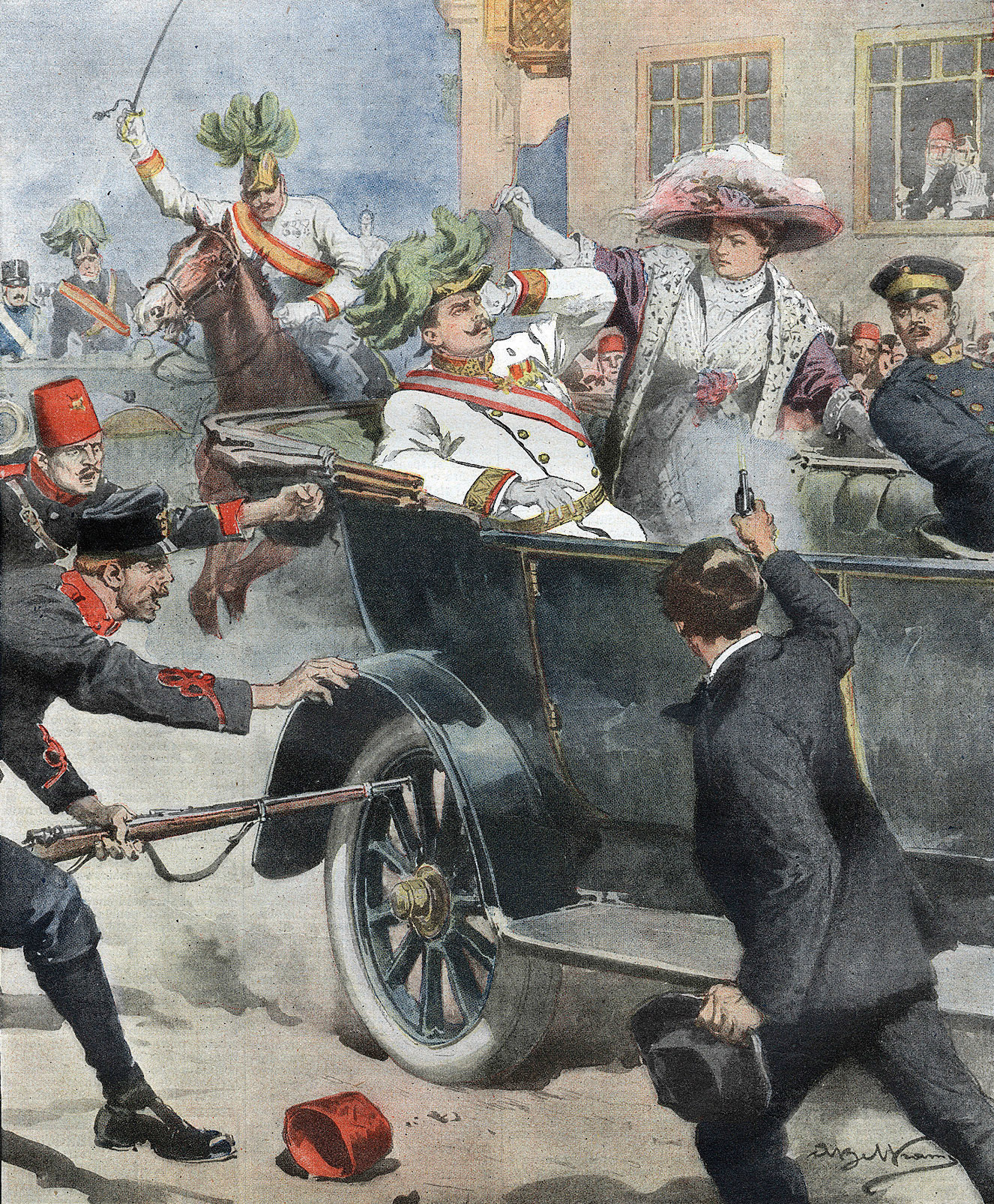
サラエボ事件（1914年6月28日）

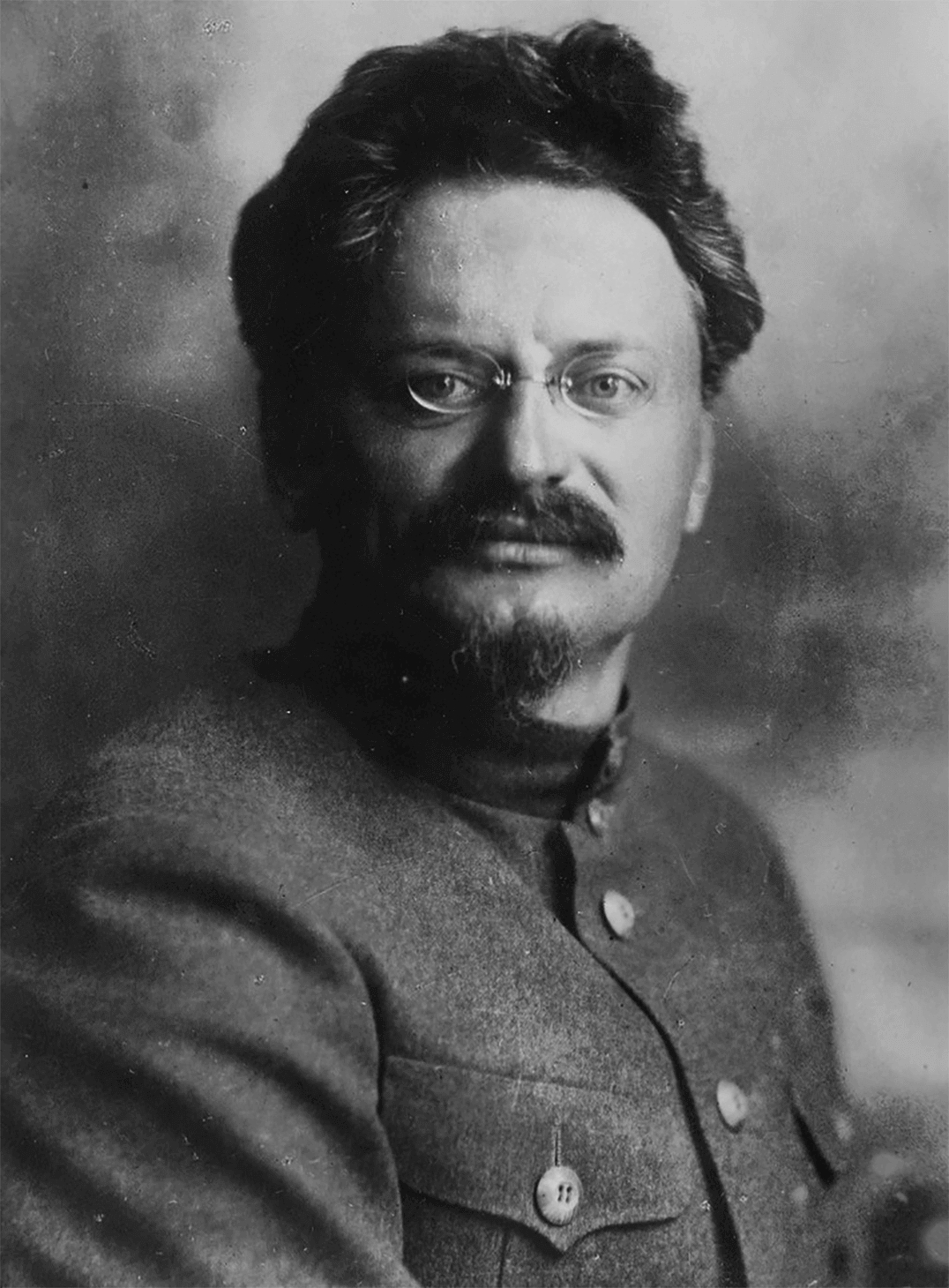
レフ・トロツキー

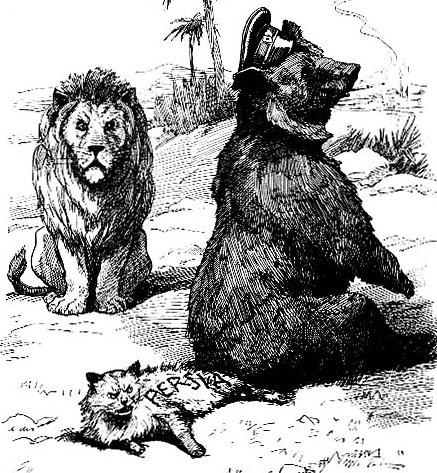
イングランドの風刺雑誌(年代不詳)の挿絵：『我々が完全に理解し合えないのなら、私(獅子・イギリス）は、君（熊・ソ連）がそこで小さな遊び友達（猫・ペルシア）としていることと同じことをしたいと思うだろう。』

アフガンと極東への進出をイギリスに阻まれたロシアは、その進出の捌け口をバルカン半島に求め、衰退したオスマン帝国を再度侵食し始めるが、その手段としてロシア自らが煽った汎スラヴ主義機運に便乗したボスニア出身のボスニア系セルビア人ガヴリロ・プリンツィプがサラエボ事件を引き起こした。これをきっかけに、スラヴ人の盟主として第一次世界大戦に巻き込まれたロシアは、その負荷に耐えられず、1917年のロシア革命でロマノフ朝はあっけなく崩壊してしまう。パリのブティックやアントウェルペンの宝飾品細工師たちは、世界で一番の金持ちだった上客からの発注が全てキャンセルされて二度と復活しないことに嘆息したが、イギリス政府にとっても当惑する事態の発生だった。
新たに発足したボリシェヴィキ政権（レーニン）は、既存の協定・債務を全て無効と宣言したばかりか、テロで英国王ジョージ5世の従兄弟であるニコライ2世の一家を皆殺しにし、外務委員となったレフ・トロツキーがロシア外務省に保存されていた機密文書の束を調べ上げ、共有されていた外交上の秘密を、修飾していたプロトコルを知性の刃で剥ぎ落としながら遠慮の無い毒舌に塗して暴露し始めた。1917年10月、ロシア革命中のボリシェヴィキが秘密協定「サイクス・ピコ協定」を暴露した。
このような異質な敵の出現はイギリス人にとって、インド大反乱以来“文明”の普及で久しく味わうことのなかった恐怖であり、しかも敵は未開の野蛮国ではなく、理性と科学に基づいて革命を指導したと主張しているタタール人とユダヤ人―グルジア人はこの時点では挙がらない―のコンビに支配された欧州の大国だった。
その結果、第2期のグレート・ゲームが始まった。1919年の第三次イギリス・アフガニスタン戦争は、時の支配者ハビーブッラー・ハーン暗殺により勃発した。息子で王位継承者のアマーヌッラー・ハーンは完全な独立を宣言し、イギリス領インド帝国の北の国境を攻撃した。軍事的な成果はほとんどなかったが、膠着状態は1919年のラワルピンディー条約で決着できた。アフガニスタンは再び自主的な外交ができるようになった。1921年5月、アフガニスタンとロシア・ソビエト連邦社会主義共和国は友好条約に調印した。ソ連はアマヌッラーに現金、技術、軍備の形で援助を与えた。アフガニスタンにおけるイギリスの影響は衰えたが、アフガニスタンとロシアの関係は、多くのアフガニスタン人が、メルブ遺跡やPanjdehの編入を願いながら、曖昧なままだった。ソ連はこの点についてはアマヌッラーの考えるよりも多くを友好条約から引き出そうとしていた。
イギリスは、アマーヌッラーが自分たちの影響範囲を逸脱することを恐れ、そしてアフガニスタン政府の政策がデュラン線の両側でパシュトゥーン語を話す人々全てを支配しようとしていると考え、この条約に応答する形で小規模な制裁を課し、外交上の侮蔑を行った。1923年、アマーヌッラーはその称号をアミールからパディシャー（王）と変え、さらにソ連から逃亡したムスリムと英領インドから亡命したインド人民族主義者を受け入れることで、イギリスに応えた。
しかし、アマーヌッラーの改革計画は、迅速に十分軍を強化するには不十分で、1929年に圧力を受けて退位し、王位を継承した兄イナーヤトゥッラー・シャーも3日で退位した。この危機から台頭したのは、ムハンマド・ナーディル国王であり、1929年から1933年まで統治した。ソ連とイギリスは、優勢に状況を進めたが、イギリスがアフガニスタンに4万人の職業軍人による軍を創設する一方で、それは1930年から1931年にウズベク人の暴徒と合意を図るよう援助した。
第二次世界大戦が始まるとイギリスとソ連の関係は一時的に提携関係が見られた。1940年両政府はアフガニスタンに、ドイツの非外交組織を追い出すよう圧力をかけ、そうした団体は、両国の情報組織により壊滅した。初めのうちは抵抗を受けた。ソ連とイギリスが協力する時代に入ると、両強国間のグレート・ゲームは小休止した。